# Адам Мурджан
Адам Ахмед Мурджан (араб. آدم مرجان, нар. 23 вересня 1957) — кувейтський футболіст, що грав на позиції воротаря за клуб «Казма», а також національну збірну Кувейту.

## Клубна кар'єра
На клубному рівні грав за команду «Казма». 

## Виступи за збірну
Був гравцем національної збірної Кувейту, у складі якої брав участь у кубку Азії 1980 року у Кувейті, де господарі здобули титул переможців турніру, а також у чемпіонаті світу 1982 року в Іспанії.

## Титули і досягнення
- Володар Кубка Азії: 1980
- Срібний призер Азійських ігор: 1982